# 스토루만시

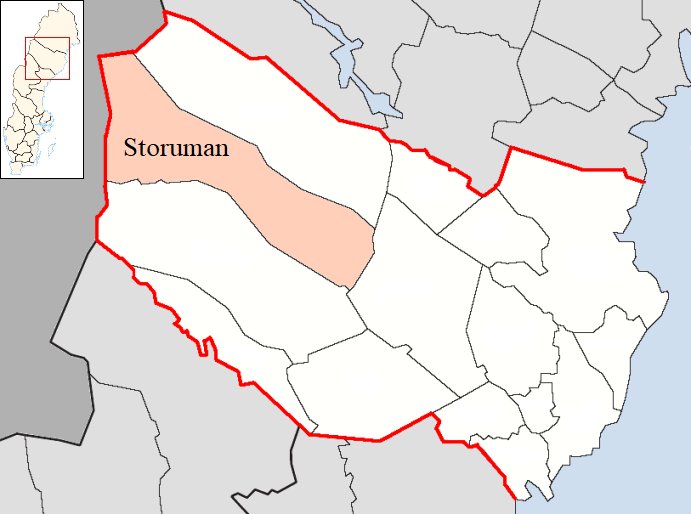
스토루만 시의 위치

스토루만시(스웨덴어: Storumans kommun)는 스웨덴 베스테르보텐주에 위치한 지방 자치체로 행정 중심지는 스토루만이며 면적은 8,234.1km2, 인구는 5,899명(2016년 12월 31일 기준), 인구 밀도는 0.72명/km2이다.

시 문장